# Lill-Tollie Zellman
Lill-Tollie Zellman (30 de marzo de 1908-17 de septiembre de 1989) fue una actriz teatral y cinematográfica de nacionalidad sueca. 

## Biografía
Su nombre completo era Tollie Betty Marie Zellman, y nació en Karlskrona, Suecia, siendo su madre la actriz Tollie Zellman. Zellman, que cursó estudios en la Franska skolan de Estocolmo, se inició en el cine como actriz infantil en el film de Per Lindberg Anna-Clara och hennes bröder (1923). Rodó un total de una decena de producciones, la última película de ellas en el año 1943. Posteriormente actuó para el Stadsteatern de Helsinki, el Lorensbergsteatern, el Stadsteater de Gotemburgo y el Dramaten de Estocolmo. 
Lill-Tollie Zellman se casó cinco veces. Su primer marido, con el que se casó en 1930, fue el ingeniero Per Welin (1899–1931), del que enviudó a los siete meses. Su segundo marido, con el que estuvo casada entre 1932–1939, fue el comerciante Per Erik Elof Söderlund (1906–1966). Entre 1939 y 1943 estuvo casada con el ingeniero y luchador Georg Nilsson (1903–1955), y desde 1946 a 1950 con el artista Eric Elfwén (1921–2008). En 1966 se casó con el traductor Olle Moberg (1917–2002), permaneciendo unida la pareja hasta el momento de la muerte de la actriz, la cual tuvo lugar en Norsborg, Suecia, en 1989. Fue enterrada en el Cementerio Norra begravningsplatsen de Estocolmo.

## Teatro
- 1926 : Chou-Chou, de Jacques Bousquet y Alex Madis, escenografía de Einar Fröberg, Blancheteatern[4]
- 1926 : Eliza stannar, de Henry V. Esmond, Helsingborgs stadsteater[5]
- 1926 : Hans majestät får vänta, de Oskar Rydkvist, Helsingborgs stadsteater[6]
- 1936 : Hm, sa greven, de Kar de Mumma, escenografía de Harry Roeck Hansen, Blancheteatern[7]
- 1938 : Kvinnorna, de Clare Boothe Luce, escenografía de Rune Carlsten, Dramaten[8]
- 1940 : Fröken kyrkråtta, de Ladislas Fodor y Ludvig Schinseder, escenografía de Ernst Eklund, Oscarsteatern[9]

### Teatro radiofónico
- 1940 : 33,333, de Algot Sandberg, dirección de Carl Barcklind[10]

## Filmografía
- 1923 : Anna-Clara och hennes bröder
- 1931 : Röda dagen
- 1938 : Herr Husassistenten
- 1939 : Filmen om Emelie Högqvist
- 1939 : Kadettkamrater
- 1940 : Juninatten
- 1940 : Stora famnen
- 1940 : En, men ett lejon!
- 1941 : Tåget går klockan 9
- 1942 : Flickan i fönstret mitt emot
- 1943 : Till er tjänst!